# 武元衡
武 元衡（ぶ げんこう、乾元元年（758年） - 元和10年6月3日（815年7月13日））は、中国・唐の宰相・詩人。字は伯蒼。河南府緱氏県（現在の河南省洛陽市偃師区の南）の出身。玄祖父は武士逸（武則天の伯父）。高祖父は武仁範。曾祖父は武載徳。祖父は武甄（字は平一）。父は武就。

## 略歴
徳宗の建中4年（783年）の進士。徳宗に才能を認められ、比部員外郎・右司郎中・御史中丞を歴任。順宗朝では権臣の王叔文に従わなかった為、降職されたが、憲宗の元和2年（807年）には門下侍郎・同中書門下平章事（宰相）に至った。同年、宰相のまま剣南西川節度使に任ぜられて蜀に赴き、7年間、蜀に滞在した。淮南西道節度使の呉元済が反乱を起こした時、憲宗から全てを委任されて討伐を画策したが、呉元済派の朝臣の放った刺客に暗殺された。
『武元衡集』三巻がある。

## 詩人としての彼
作品に、『嘉陵駅（かりょうえき）』（七言絶句）がある。
| 嘉陵駅         |                                                               |
| 悠悠風旆遶山川 | 悠悠として風旆（ふうはい） 山川を遶（めぐ）り                 |
| 山駅空濛雨作煙 | 山駅（さんえき）空濛（くうもう）として雨は煙と作（な）る      |
| 路半嘉陵頭已白 | 路（みち）は嘉陵（かりょう）に半ばにして頭は已（すで）に白し  |
| 蜀門西更上青天 | 蜀門（しょくもん） 西にして更に青天（せいてん）に上（のぼ）る |